# Laure Pequegnot
Laure Pequegnot (* 30. September 1975 in Échirolles, Département Isère) ist eine ehemalige französische Skirennläuferin. Sie war auf die Disziplin Slalom spezialisiert und bestritt sporadisch auch Riesenslaloms. Sie gewann je eine Medaille bei Weltmeisterschaften und Olympischen Spielen und entschied in der Weltcupsaison 2001/02 die Slalom-Disziplinenwertung für sich.

## Biografie
Abgesehen von ganz wenigen Ausnahmen ging Pequegnot während ihrer gesamten Sportkarriere ausschließlich in Slalomrennen an den Start. Bei den Juniorenweltmeisterschaften 1994 in Lake Placid gewann sie in dieser Disziplin die Goldmedaille. Die ersten Punkte im Weltcup holte sie am 27. November 1994 mit Platz 20 in Park City, drei Wochen später folgte in Gressoney der erste Podestplatz im Europacup. Pequegnot hatte in den folgenden Jahren Mühe, sich zu etablieren und verpasste oft den zweiten Durchgang oder schied im ersten Durchgang aus. So hatte sie beispielsweise während der Weltcupsaison 1996/97 kein einziges zählbares Ergebnis vorzuweisen. In der darauf folgenden Saison 1997/98 hingegen gelang ihr plötzlich der Durchbruch, als sie sieben Rennen in Folge in den Punkterängen beendete; ihr bestes Ergebnis war am 11. Januar 1998 Platz 4 in Bormio. Sie qualifizierte sich für die Olympischen Winterspiele 1998 in Nagano, wo sie jedoch einen der wenigen Ausfälle des Winters zu verzeichnen hatte.
Die beiden folgenden Winter verliefen mäßig und Pequegnot fuhr im Weltcup nur sporadisch unter die besten zehn. Eine deutliche Steigerung gelang ihr in der Saison 2000/01. Am 14. Januar 2001 gelang ihr mit dem zweiten Rang in Flachau die erste Podestplatzierung. Während der Weltcupsaison 2001/02 versuchte sie sich auch im Riesenslalom, schaffte es aber nie in den zweiten Durchgang. Im Slalom hingegen überflügelte sie ihre Konkurrenz und feierte drei Siege in Copper Mountain, Saalbach-Hinterglemm und Åre, was es ihr ermöglichte, die Disziplinenwertung für sich zu entscheiden. Bei den Olympischen Winterspielen 2002 in Salt Lake City musste sie sich nur Janica Kostelić geschlagen geben und gewann die Silbermedaille.
Im Winter 2002/03 hatte Pequegnot mehrere Ausfälle zu verzeichnen. Kam sie aber ins Ziel, schaute stets eine Top-10-Platzierung heraus, darunter Platz 2 beim Weltcupfinale in Hafjell. Mit Platz 30 im Riesenslalom von Val-d’Isère holte sie den einzigen Weltcuppunkt ihrer Karriere in dieser Disziplin. Ein weiterer Slalom-Podestplatz kam Mitte Dezember 2003 hinzu, als sie in Madonna di Campiglio Zweite wurde. Aufgrund kleinerer Verletzungen und Formtiefs konnte Pequegnot ab 2004 nicht mehr ganz an ihr gewohntes Niveau anknüpfen. Bei den Weltmeisterschaften 2005 in Bormio gewann sie die Bronzemedaille im Mannschaftswettbewerb. Nach dem Weltcupfinale Mitte März 2006 in Åre, wo sie den Slalom auf Platz 13 beendete, erklärte sie ihren Rücktritt.

## Erfolge

### Olympische Spiele
- Salt Lake City: 2. Slalom, 33. Riesenslalom

### Weltmeisterschaften
- St. Moritz 2003: 7. Slalom
- Bormio 2005: 3. Mannschaftswettbewerb

### Weltcupsiege
Pequegnot errang acht Podestplätze, davon drei Siege:
| Datum             | Ort             | Land       | Disziplin |
| ----------------- | --------------- | ---------- | --------- |
| 22. November 2001 | Copper Mountain | USA        | Slalom    |
| 13. Januar 2002   | Saalbach        | Österreich | Slalom    |
| 3. Februar 2002   | Åre             | Schweden   | Slalom    |

### Weltcupwertungen
Pequegnot gewann einmal die Disziplinenwertung im Slalom.
| Saison  | Gesamt | Gesamt | Riesenslalom | Riesenslalom | Slalom | Slalom |
| Saison  | Platz  | Punkte | Platz        | Punkte       | Platz  | Punkte |
| ------- | ------ | ------ | ------------ | ------------ | ------ | ------ |
| 1994/95 | 100.   | 11     | –            | –            | 48.    | 11     |
| 1995/96 | 85.    | 24     | –            | –            | 42.    | 24     |
| 1997/98 | 41.    | 173    | –            | –            | 13.    | 173    |
| 1998/99 | 63.    | 64     | –            | –            | 26.    | 64     |
| 1999/00 | 66.    | 111    | –            | –            | 20.    | 111    |
| 2000/01 | 22.    | 317    | –            | –            | 5.     | 317    |
| 2001/02 | 9.     | 597    | –            | –            | 1.     | 597    |
| 2002/03 | 19.    | 342    | 59.          | 1            | 6.     | 341    |
| 2003/04 | 37.    | 202    | –            | –            | 12.    | 202    |
| 2004/05 | 47.    | 144    | –            | –            | 13.    | 144    |
| 2005/06 | 32.    | 227    | –            | –            | 8.     | 227    |

### Europacup
- 4 Podestplätze, davon 2 Siege:

| Datum            | Ort         | Land       | Disziplin |
| ---------------- | ----------- | ---------- | --------- |
| 8. Dezember 1997 | Piancavallo | Italien    | Slalom    |
| 31. Januar 2006  | La Plagne   | Frankreich | Slalom    |

### Nor-Am Cup
- 2 Podestplätze, davon 1 Sieg:

| Datum             | Ort         | Land | Disziplin |
| ----------------- | ----------- | ---- | --------- |
| 18. November 2002 | Winter Park | USA  | Slalom    |

### Juniorenweltmeisterschaften
- Monte Campione/Colere 1993: 19. Slalom
- Lake Placid 1994: 1. Slalom

### Weitere Erfolge
- 5 französische Meistertitel (Kombination 1995, Slalom 1998, 2003, 2004, 2005)
- 20 Siege in FIS-Rennen